# 브리트니 가스티노

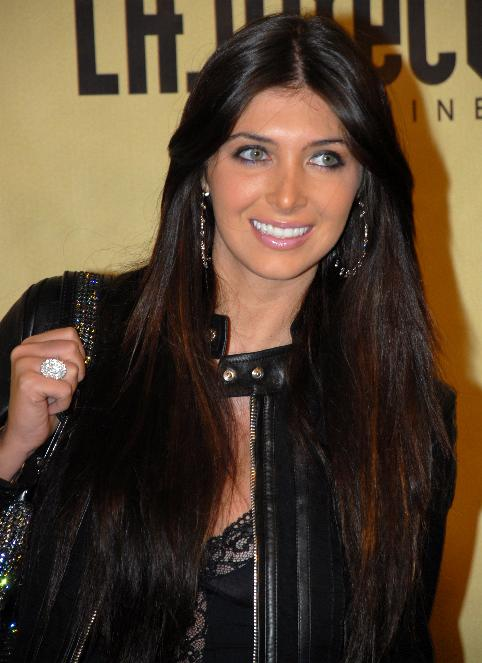

브리트니 가스티노(Brittny Gastineau, 1982년 11월 11일 ~ )는 미국의 사교계 명사, 모델, 텔레비전 배우, 영화배우이다.
뉴욕주에서 태어났다.

## 영화
- 브루노 (2009년)